# Battaglia della Grande Fossa
La battaglia della Grande Fossa ebbe luogo nel 682 a.C., durante la seconda guerra messenica (685 a.C. - 668 a.C.). La parola fossa indica un trinceramento. Secondo lo storico Pausania il risultato della battaglia fu deciso dall'inganno. Gli Spartani corruppero Aristocrate II, re degli Arcadi fino ad allora alleati dei Messeni, affinché ritirasse i suoi uomini non appena fosse incominciata la battaglia. Dopo che egli fece ciò, i Messeni furono massacrati e gli Spartani ottennero una vittoria schiacciante.